# Cantó d'Évreux-Oest
El cantó d'Évreux-Oest és un cantó francès del departament de l'Eure, situat al districte d'Évreux. Té sis municipis i el cap es Évreux.

## Municipis
- Arnières-sur-Iton
- Aulnay-sur-Iton
- Caugé
- Claville
- Évreux (part)
- Saint-Sébastien-de-Morsent

## Història
| Data d'elecció                           | Identitat         | Partit | Qualitat |
| ---------------------------------------- | ----------------- | ------ | -------- |
| 1982-1992                                | Gabriel Malard    | RPR    |          |
| 1992-1998                                | Catherine Nicolas | RPR    |          |
| 1998-                                    | Gérard Silighini  | PS     |          |
| les dades anteriors no són pas conegudes |                   |        |          |
|                                          |                   |        |          |

## Demografia
| A partir de 1990: Població sense dobles comptes |